# Order Wierności (Dania)
Order Wierności, Order w Upamiętnienieniu Szczęśliwego Związku, Order Doskonałego Związku (duń. Troskabsordenen, In Felicissimæ Unionis Memoriam Ordenen, fr. Ordre de la Fidélité, Ordenen de l'Union parfaite) – order Królestwa Danii ustanowiony 7 sierpnia 1732 przez królową małżonkę Zofię Magdalenę Brandenburską-Kulmbach na cześć dekady szczęśliwego małżeństwa z królem Chrystianem VI Oldenburskim. Nadawany był do śmierci królowej w 1770, a w rok później zastąpiony ustanowionym przez nową królową Orderem Matyldy.

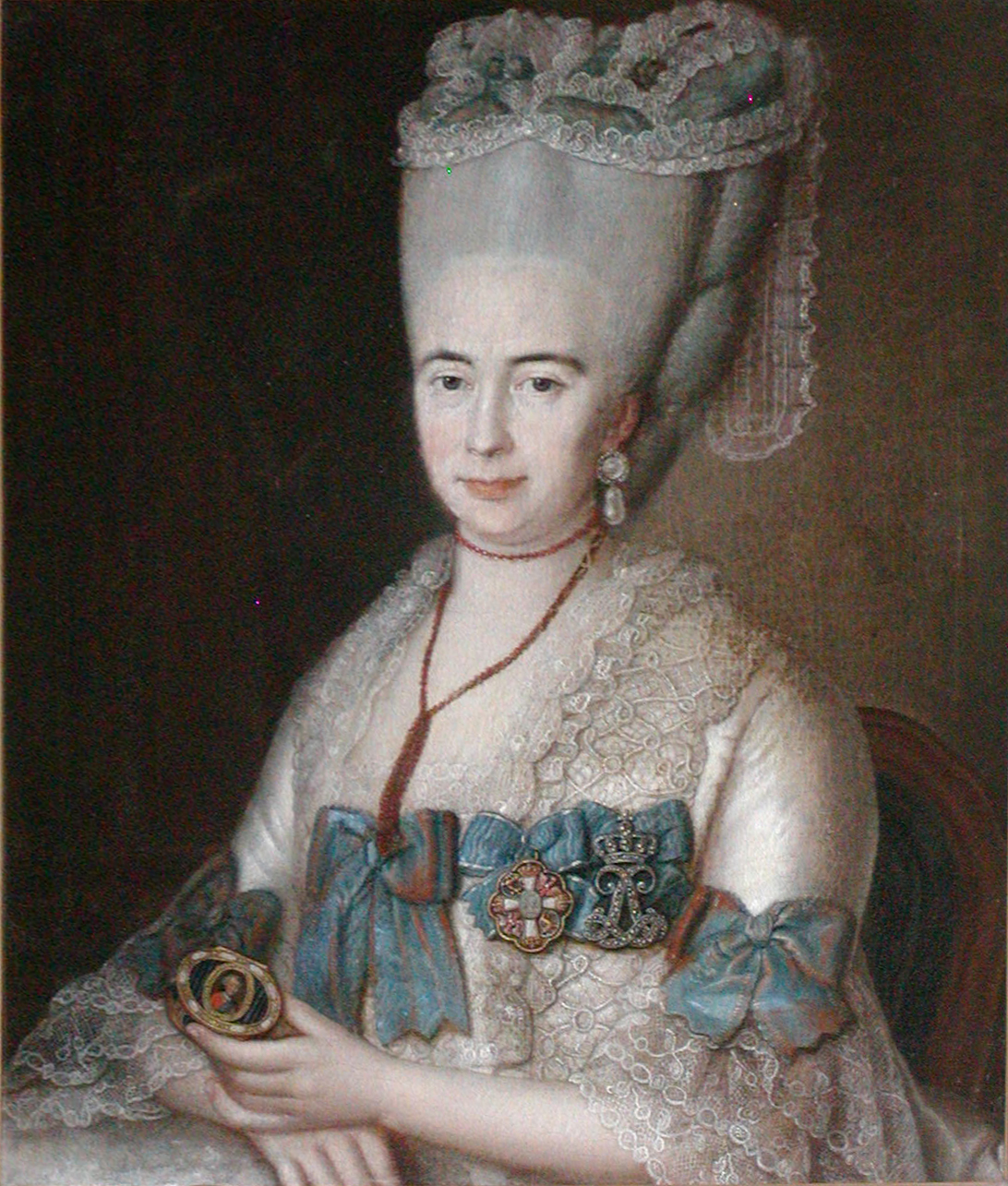
Ochmistrzyni dworu Margrethe von der Lühe z kokardami Orderu Wierności i Orderu Matyldy przypiętymi do sukni.

Odznaka miała formę krzyża, który w podstawowej wersji miał wymiary 49 × 44 mm, ale istniały jeszcze wersje o wys. 52, 54 lub 58 mm i o szer. 44, 45 lub 46 mm. Całość orderu wykonywana była ze zlota i emaliowana na ramionach oraz niektórych zdobieniach. Na awersie, na połączeniu białych ramion znajdował się błękitny owalny medalion z ukoronowanym monogramem utworzonym z połączonych inicjałów królowej i króla „SM” i „C6”. Na zakończeniu każdego z ramion znajdowała się królewska zamknięta korona, a pomiędzy nimi motywy z herbów na przemian brandenburskie czerwone orły i norweskie złote lwy. Na rewersie wewnątrz medalionu znajdowała się inskrypcja z dewizą orderu „In Felicissimæ Unionis Memoriam”, a orły na stronie odwrotnej nie były emaliowane. Niektóre ordery nadawane były z diamentami wokół środkowego medalionu.
Odznaka mocowana była do jasnoniebieskiej wstęgi ze srebrnymi paskami wzdłuż każdej krawędzi. W przypadku mężczyzn wstęga noszona była na szyi, a w przypadku kobiet wiązano ją w kokardę.
Łącznie odznaczono około 400 osób, w tym co najmniej 146 kobiet i 109 mężczyzn znanych do dziś z imienia i nazwiska. Order należało zwrócić w przypadku odznaczenia Orderem Matyldy. Podobnie działo się po śmierci wyróżnionego – order zwracano do kancelarii królewskiej (podobnie jak wszystkie inne duńskie ordery i niektóre medale).